# Pri Keutapang
Pri Keutapang is een bestuurslaag in het regentschap Aceh Utara van de provincie Atjeh, Indonesië. Pri Keutapang telt 139 inwoners (volkstelling 2010).